# Angus MacLise
Angus MacLise (eigentlich Angus William MacLise; * 14. März 1938 in Bridgeport, Connecticut; † 21. Juni 1979 in Kathmandu, Nepal) war ein US-amerikanischer Schlagzeuger, Komponist, Dichter und bildender Künstler (Kalligraph). Bekannt ist er vor allem als erster Perkussionist der Velvet Underground.

## Biographie
Schon als Kind und Jugendlicher hatte er Schlagzeug-Unterricht, wodurch er so unterschiedliche Rhythmen wie Haitianisches Trommeln, mittelalterliche Tanzmusik und Jazz-Schlagzeug beherrschte. Seine Laufbahn als Musiker begann MacLise 1961 als Mitglied von La Monte Youngs Theater of Eternal Music, dem er gemeinsam mit John Cale und Tony Conrad angehörte. Zur gleichen Zeit (1961–1964) komponierte er Musik zu den von George Maciunas organisierten Fluxus-Festivals, spielte für John Vaccaros Theatre of the Ridiculous und schuf Soundtracks zu Experimentalfilmen von Jack Smith, Ron Rice und Piero Heliczer.
1964 und 1965 unternahm er eine erste Reise nach Nordafrika und in den Nahen Osten (Marokko, Türkei, Syrien, Irak und Iran) und bildete sich in den verschiedenen regionalen Perkussionsstilen weiter. Als sich 1965 The Velvet Underground formierte, schloss er sich der Gruppe auf Vorschlag John Cales an, mit dem er zusammen in der Ludlow Street 56 wohnte. MacLise spielte in der ersten Besetzung der Band Bongos und Handtrommeln.
MacLise war ein vehementer Verfechter der Underground-Moral. Als Velvet Underground im November 1965 ihre ersten bezahlten Auftritte, im Café Bizarre in New York City, hatte, verließ MacLise sie, weil er der Meinung war, dass sie sich „verkaufte“. Er wurde von Maureen Tucker ersetzt. 1966 kehrte er für zwei Konzerte wieder zurück, als Lou Reed infolge einer Hepatitis im Krankenhaus lag.
Offizielle Aufnahmen der Gruppe mit ihm gibt es nicht.
Nach der endgültigen Trennung von der Gruppe begleitete er zunächst die Dichter Gerard Malanga und John Giorno bei Lesungen und organisierte 1970 das Multimedia-Happening Epiphany. Ab 1971 unternahm er weitere Reisen nach Nordafrika, Griechenland, den Mittleren Osten, Indien und, zuletzt, nach Nepal. Musikaufnahmen von ihm aus den 1970er Jahren sind gekennzeichnet von der Verbindung ethnischer Sounds mit der westlichen Avantgarde-Tradition.
MacLise starb 1979 in Kathmandu an Tuberkulose.

## Aufnahmen von und mit Angus MacLise
- The Invasion of Thunderbolt Pagoda (Siltbreeze, 1999)
- Brain Damage in Oklahoma City (Siltbreeze, 2000)
- The Cloud Doctrine (Sub Rosa, 2002)
- Astral Collapse (Locust, 2003)
- The Invasion of Thunderbolt Pagoda (DVD, Bastet/Saturnalia, 2006)

Gemeinsam mit Tony Conrad, John Cale und La Monte Young:
- Inside the Dream Syndicate Vol.I: Day Of Niagara (Table of the Elements, 2000)
- Inside the Dream Syndicate Vol.III: Stainless Steel Gamelan (Table of the Elements, 2002)
- An Anthology Of Noise & Electronic Music: First A-Chronology 1921-2001/Vol.1 (Sub Rosa, 2002)